# Dichaea
Dichaea là một chi thực vật trong họ Orchidaceae. Chi này có khoảng 100 loài bản địa của châu Mỹ nhiệt đới.
 Tư liệu liên quan tới Dichaea tại Wikimedia Commons

 Dữ liệu liên quan tới Dichaea tại Wikispecies

## Hình ảnh

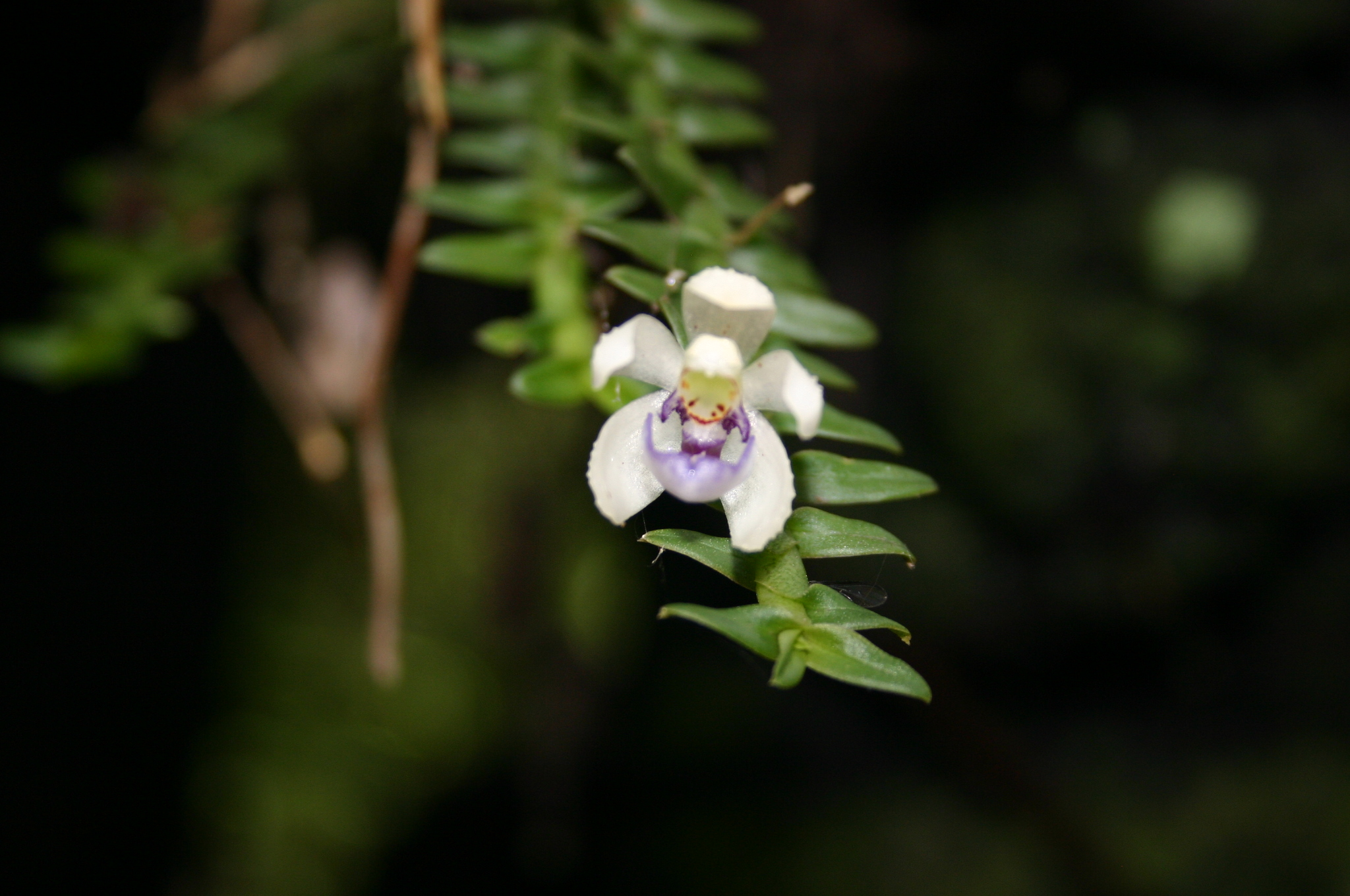
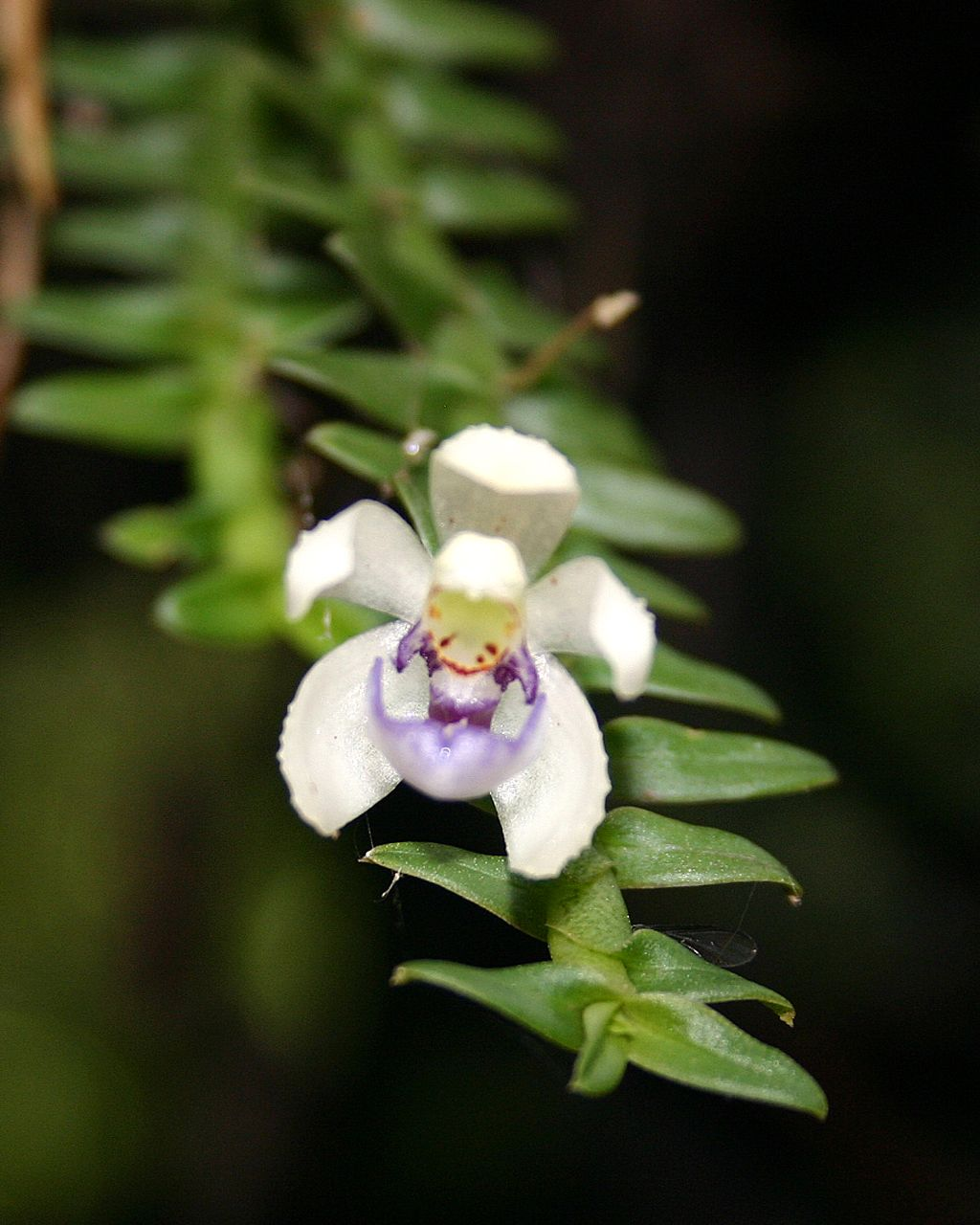